# ورم مسخي غير ناضج
الورم المسخي غير الناضج هو ورم مسخي يحتوي على عناصر غير ناضجة وكشمية، وغالبًا ما يكون مرادفًا للورم المسخي الخبيث. الورم المسخي هو ورم من أصل خلية جنسية، يحتوي على أنسجة من أكثر من خلية جنسية، ويمكن أن يكون مبيضيًا أو خصويًا في أصله. ويكون حميدًا دائمًا تقريبًا. وبالتالي، فإن الورم المسخي غير الناضج هو ورم نادر جدًا، يمثل 1% من جميع الأورام المسخية، و1% من جميع سرطانات المبيض، و35.6% من أورام الخلايا الجرثومية الخبيثة في المبيض. يحدث في عمر محدد غالبًا بشكل متكرر في العقدين الأولين من العمر ولا يحدث أبدًا بعد انقطاع الطمث. على عكس الورم المسخي الكيسي الناضج، يحتوي الورم المسخي غير الناضج على بنى غير ناضجة أو جنينية. يمكن أن تتواجد مع الورم المسخي الكيسي الناضج ويمكن أن تتكون من مزيج من كل من الأنسجة البالغة والجنينية. الأعراض الأكثر شيوعًا التي لوحظت هي انتفاخ البطن وتكتلاته. تختلف خيارات التشخيص والعلاج وتعتمد إلى حد كبير على الدرجة والمرحلة والنمط النووي للورم نفسه.

## التشخيص
يكون للورم المسخي غير الناضج مظهرًا مميزًا في التصوير المقطعي المحوسب والتصوير بالرنين المغناطيسي. عادة ما يكون كبيرًا (12-25 سم) ويحتوي على مكونات صلبة بارزة مع عناصر كيسية. عادة ما تكون مليئة بمكونات الدهون وبالتالي تظهر كثافة الدهون في التصوير المقطعي والتصوير بالرنين المغناطيسي. المظهر بالموجات فوق الصوتية للورم المسخي غير الناضج غير محدد. يكون غير متجانس أبدًا مع آفات صلبة جزئيًا وتكلسات مبعثرة.

### المراحل
تقليديًا، يجرى التدريج الجراحي الشامل عن طريق شق البطن الاستكشافي مع الغسل الخلوي، والخزعات البريتوانية، والتقييم الثربي (إما خزعة أو نادرًا استئصال كامل)، وتشريح العقدة اللمفاوية الحوضية والأبهرية. غالبًا ما يُقترح تنظير البطن كبديل للجراحة عند مرضى الورم المسخي غير الناضج.
يصنف سرطان المبيض باستخدام نظام التدريج FIGO ويستخدم المعلومات التي حصل عليها بعد الجراحة، والتي يمكن أن تشمل استئصال الرحم الكامل بطريق البطن عن طريق شق البطن في خط الوسط، واستئصال البوق والمبيض أحادي الجانب (أو الثنائي)، وغسيل الحوض (الصفاق)، وتقييم العقد اللمفاوية خلف الصفاق و / أو استئصال الزائدة الدودية. يصف نظام التدريج AJCC، المطابق لنظام التدريج FIGO، مدى الورم (T)، ووجود غياب النقائل إلى الغدد الليمفاوية (N)، ووجود أو عدم وجود نقائل بعيدة (M).
| المرحلة |      |       |           | الوصف |
| I       |      |       |           | السرطان يقتصر تماما على المبيض |
|         | IA   |       |           | يتضمن مبيض واحد، محفظة سليمة، لا يوجد ورم على سطح المبيض، لا توجد خلايا سرطانية في السوائل                                        |
|         | IB   |       |           | يشمل كلا المبيضين. محفظة سليمة، لا ورم على سطح المبيض. لا توجد خلايا سرطانية في السوائل                                           |
|         | IC   |       |           | يشمل الورم أحد المبيضين أو كليهما                                                                                                 |
|         | IC1  |       |           | تسرب جراحي |
|         | IC2  |       |           | تمزق المحفظة أو وجود ورم على سطح المبيض                                                                                           |
|         | IC3  |       |           | الاستسقاء أو وجود خلايا سرطانية في السوائل                                                                                        |
| II      |      |       |           | تمدد الورم في الحوض (يجب أن يقتصر على الحوض) أو الورم البريتواني الأولي، والذي يشمل أحد المبيضين أو كليهما                        |
|         | IIA  |       |           | وجود ورم في الرحم أو قناتي فالوب                                                                                                  |
|         | IIB  |       |           | ورم في مكان آخر من الحوض |
| III     |      |       |           | السرطان موجود خارج الحوض أو في الغدد اللمفاوية خلف الصفاق، يصيب أحد المبيضين أو كليهما                                            |
|         | IIIA |       |           | ورم خبيث في الغدد اللمفاوية خلف الصفاق أو ورم خبيث خارج الحوض                                                                     |
|         |      | IIIA1 |           | ورم خبيث في الغدد اللمفاوية خلف الصفاق                                                                                            |
|         |      |       | IIIA1(i)  | يكون قطر النقيلة أقل من 10 مم |
|         |      |       | IIIA1(ii) | قطر الورم الخبيث أكبر من 10 مم في                                                                                                 |
|         |      | IIIA2 |           | ورم خبيث مجهري في الصفاق، بغض النظر عن حالة العقدة اللمفاوية خلف الصفاق                                                           |
|         | IIIB |       |           | ورم خبيث في الصفاق بقطر أقل من أو يساوي 2 سم، بغض النظر عن حالة العقدة اللمفاوية خلف الصفاق؛ أو ورم خبيث في الكبد أو محفظة الطحال |
|         | IIIC |       |           | ورم خبيث في الصفاق يزيد قطره عن 2 سم، بغض النظر عن حالة العقدة اللمفاوية خلف الصفاق؛ أو ورم خبيث في الكبد أو محفظة الطحال         |
| IV      |      |       |           | ورم خبيث بعيد (أي خارج الصفاق) |
|         | IVA  |       |           | الانصباب الجنبي الذي يحتوي على الخلايا السرطانية                                                                                  |
|         | IVB  |       |           | ورم خبيث في أعضاء بعيدة (بما في ذلك الطحال أو الكبد)، أو ورم خبيث في الغدد اللمفاوية الإربية وخارج البطن                          |

### علم الأمراض
يحتوي الورم المسخي غير الناضج على تركيبات مختلفة من الأنسجة البالغة والجنينية. المكون الجنيني الأكثر شيوعًا الموجود في الورم المسخي غير الناضج هو الأديم الظاهر العصبي. من حين لآخر، قد تظهر الأورام ظهارة عصبية تشبه الأرومات العصبية. قد تظهر الأورام أيضًا مكونات جنينية مثل الغضاريف غير الناضجة والعضلات الهيكلية ذات الأصل الأديمي المتوسط. نادرًا ما تكون الأورام المسخية غير الناضجة مكونة من مشتقات الأديم الباطن الجنينية.
غالبًا ما يشخص الورم المسخي الكيسي الناضج خطًا على أنه نظيره غير الناضج بسبب سوء تفسير الأنسجة العصبية الناضجة على أنها غير ناضجة. في حين أن الخلايا العصبية الناضجة لها نوى ذات كروماتين كثيف بشكل موحد ولا تظهر نشاط موت الخلايا المبرمج أو الانقسامي، فإن الخلايا العصبية غير الناضجة لها نوى بالكروماتين الحويصلي وتظهر نشاط موت الخلايا المبرمج والانقسام. حددت دراسة حديثة استخدام Oct-4 كمؤشر حيوي موثوق به لتشخيص الحالات الخبيثة للغاية من الورم المسخي غير الناضج.

### الدرجة
ابتكر ثوربيك وسكالي نظام تصنيف للورم المسخي غير الناضج (النقي) على أساس تمايز العناصر الخلوية للورم. تحدد نسبة عناصر الأنسجة غير الناضجة درجة عدم النضج. عدل هذا لاحقًا بواسطة نوريس وآخرون عام 1976 الذي أضاف جانبا كميًا لدرجة عدم النضج.
|   | ثوربيك وسكالي (1960)                                                                            | نوريس وآخرون. (1976)                                                            |
| 0 | جميع الخلايا متمايزة بشكل جيد                                                                   | كل الخلايا ناضجة. النشاط الانقسامي نادر أو غائب.                                |
| 1 | تتمايز الخلايا بشكل جيد إلا في بؤر صغيرة نادرة للأنسجة الجنينية؛ الظهارة العصبية غائبة أو نادرة | الظهارة العصبية غائبة أو محدودة بأقل من مجال واحد منخفض التكبير (x40) لكل شريحة |
| 2 | وجود كميات معتدلة من الأنسجة الجنينية؛ تظهر الخلايا اللانمطية والنشاط الانقسامي                 | لا تتجاوز الظهارة العصبية أكثر من ثلاثة حقول منخفضة التكبير (x40) لكل شريحة     |
| 3 | توجد كميات كبيرة من الأنسجة الجنينية؛ تظهر الخلايا اللانمطية والنشاط الانقسامي                  | تتجاوز الظهارة العصبية أكثر من ثلاثة حقول منخفضة التكبير (x40) لكل شريحة        |